# Regierung aller Talente

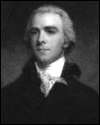
William Wyndham Grenville

Die Regierung aller Talente (The Ministry of All the Talents) wurde von William Wyndham Grenville, 1. Baron Grenville, gebildet. Sie bestand vom Februar 1806 bis zum März 1807. Grenville war nach dem Tod William Pitts des Jüngeren am 11. Februar 1806 zum Premierminister des Vereinigten Königreichs ernannt worden. Da das Land sich im Krieg (Koalitionskriege) befand, war es Grenvilles Ziel, eine möglichst starke Regierung zu bilden. So beteiligte er die führenden Politiker möglichst aller Gruppierungen – die Anhänger Pitts unter Führung von George Canning verweigerten allerdings ihre Unterstützung. Die Beteiligung von Charles James Fox löste Erstaunen aus, weil König Georg III. zuvor gegen Fox eine äußerst ablehnende Haltung gezeigt hatte. Die Bereitschaft des Königs, alte Feindseligkeiten beiseitezuschieben, ermutigte viele andere, sich der Regierung anzuschließen oder sie zu unterstützen.
Die Regierung aller Talente hatte vergleichsweise wenig Erfolg. Es gelang ihr nicht, mit Frankreich Frieden zu schließen. 1807 schaffte sie jedoch mit dem Slave Trade Act den Sklavenhandel ab, bevor sie wegen der Frage der Emanzipation der Katholiken zerbrach. Ihr folgte die zweite Regierung Portlands.

## Mitglieder
- Lord Grenville (First Lord of the Treasury und Leader of the House of Lords)
- Charles James Fox (Secretary of State for Foreign Affairs und Leader of the House of Commons)
- Thomas Erskine (Lord Chancellor)
- William Wentworth-Fitzwilliam (Lord President of the Council)
- Henry Addington (Lord Privy Seal)
- George John Spencer (Secretary of State for the Home Department)
- William Windham (Secretary of State for War and the Colonies)
- Charles Grey, 2. Earl Grey (First Lord of the Admiralty)
- Henry Petty-Fitzmaurice (Chancellor of the Exchequer)
- Francis Rawdon-Hastings (Master-General of the Ordnance)
- Edward Law (Lord Chief Justice of England and Wales)